# Golbor
Golbor románul: Globurău, falu Romániában, a Bánságban, Krassó-Szörény megyében.

## Fekvése
Herkulesfürdőtől északra fekvő település.

## Története
Golbor nevét 1584-ben Báthory Zsigmond adománylevele említette először Globsor néven.
1690-ben Globurea, 1808-ban Golburen, 1913-ban Golbor néven volt említve.
1584-ben, majd 1589-ben Báthory Zsigmond a falut Kuptoreval együtt adta adományként Jósika Istvánnak.
Az 1690 évi összeíráskor Glob néven a mehádiai vagy orsovai kerületben volt említve.
1769-ben Globurca néven az akkor alakított zsupaneki oláh zászlóalj egyik századát és székhelyét képezte, melyhez hat falu tartozott.
1774-ben az oláhbánsági zászlóalj egyesítésével oláh-illír ezred, melyben Globuera 6 faluval együtt képzett egy századot. Később pedig az oláh-bánsági határőrezred mehádiai századához tartozott.
A trianoni békeszerződés előtt Krassó-Szörény vármegye Orsovai járásához tartozott.
1910-ben 685 román görög keleti ortodox lakosa volt.

## Nevezetességek
- Görög keleti ortodox temploma - 1776-ban épült.

## Források

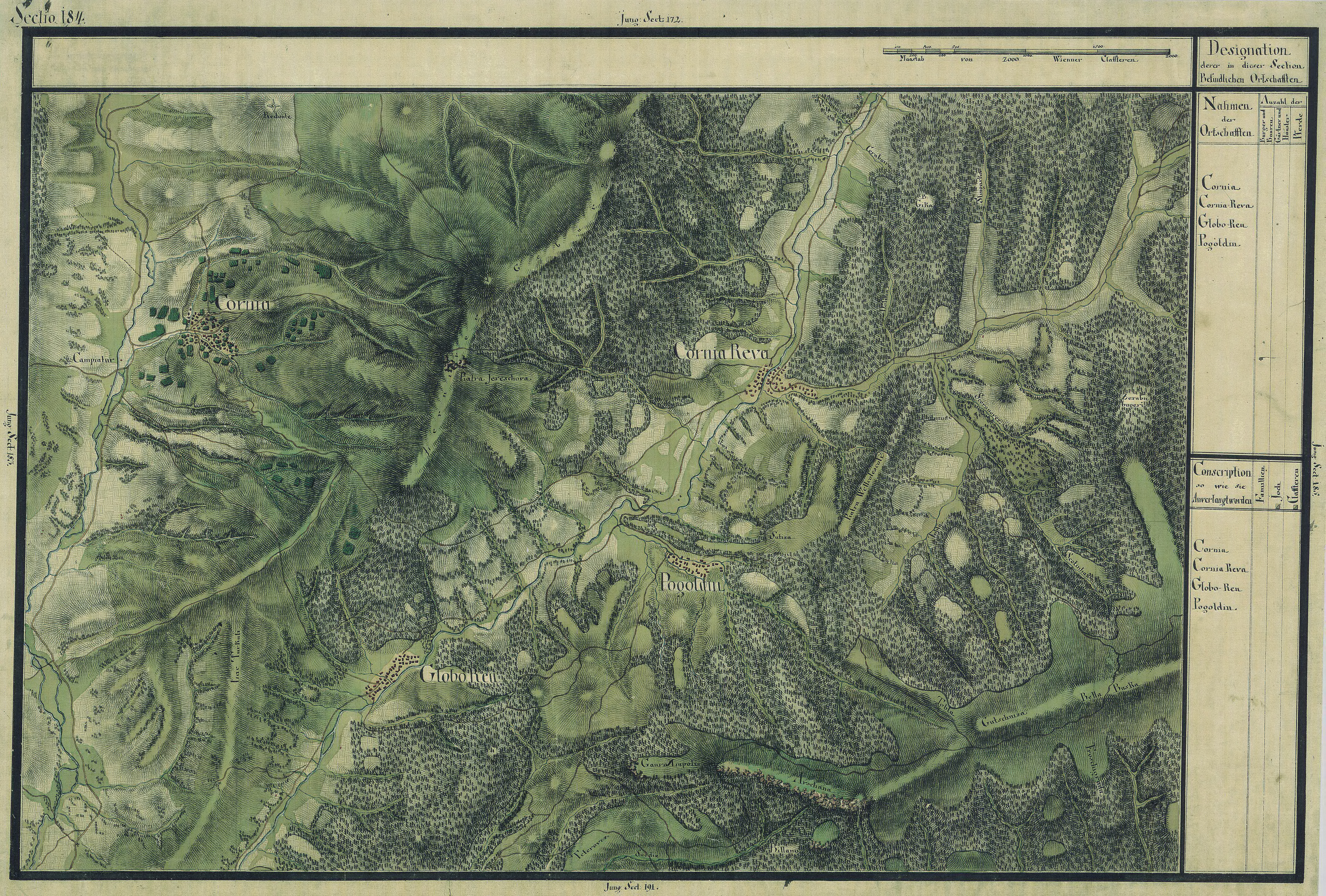
Golbor egy régi térképen